# Pietro Modoliense
Pietro Modoliense (né à Mottola ou à Modigliana, Italie, et mort v. 1117, est un cardinal italien de l'Église catholique du XIIe siècle, nommé par le pape Pascal II.

## Biographie
Le pape Pascal II le  crée  cardinal  lors du consistoire de 1100. 